# Diasula glabriscutellum
Diasula glabriscutellum är en stekelart som först beskrevs av Girault 1932.  Diasula glabriscutellum ingår i släktet Diasula och familjen sköldlussteklar. Inga underarter finns listade i Catalogue of Life.